# Frederiksberg palota

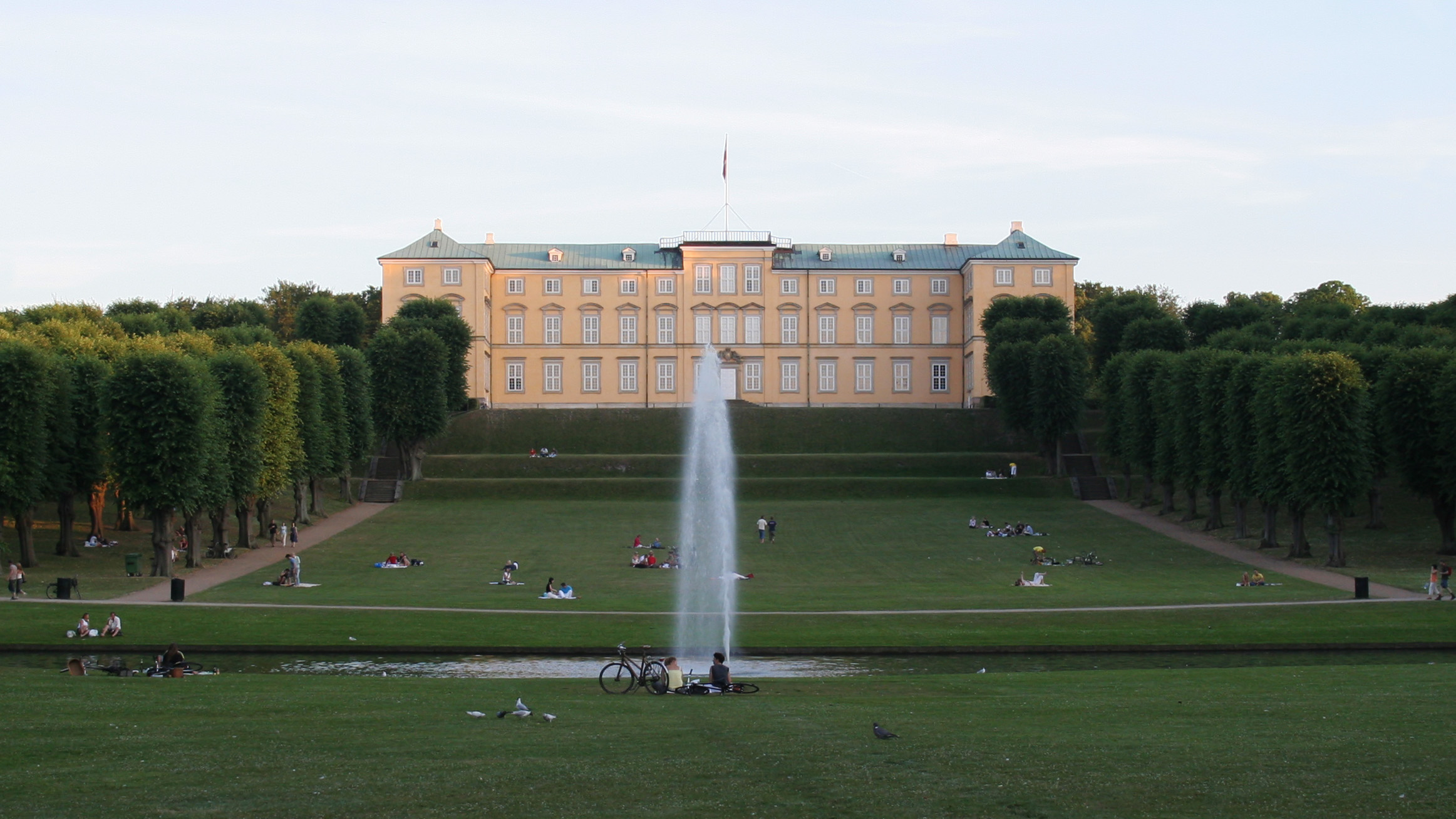

A Frederiksberg palota (dánul: Frederiksberg Slot) barokk stílusban épült kastély a koppenhágai Frederiksbergben, a koppenhágai állatkert mellett. Építését 1699-ben kezdték el, 1735-ben nyerte el a végső formáját. A királyi család nyári rezidenciájaként szolgált, 1869-től tisztképző akadémia működik benne. Nem összetévesztendő a Frederiksborg palotával.

## Történelem

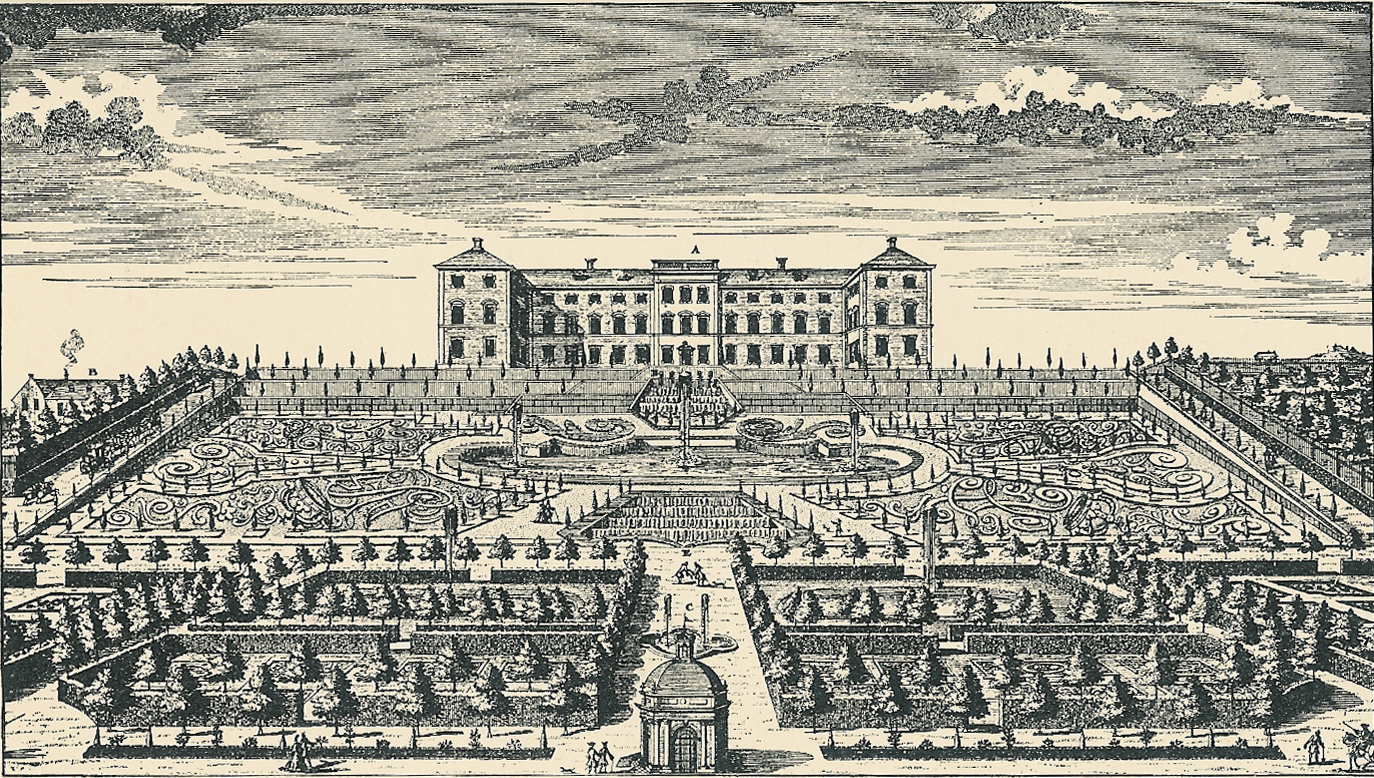
A Frederiksbergi palota 1718-ban, az eredeti barokk stílusú kerttel

IV. Frigyes még trónörökös korában sokat utazott Európában és különösen érdeklődött az olasz építészet iránt. Mikor visszatért Dániába, engedélyt kért apjától, V. Keresztélytől egy nyári palota építésére.
Az Ernst Brandenburger által tervezett eredeti épület 1703-ban készült el; ekkor még csak egy kis, egyszintes kastély volt. 1709-ben Johan Conrad Ernst kibővítette háromszintes, H alakú épületté, ekkor kapta jellegzetes olasz barokk külsejét. A harmadik és utolsó kibővítés 1733-ban kezdődött, Laurids de Thurah tervei alapján megnagyobbították és félkörbe zárták a szárnyakat.
IV. Frigyes 1716-ban a palotában látta vendégül Nagy Péter orosz cárt, és felesége halála után itt vette hivatalosan is feleségül szeretőjét, Anne Sophie Reventlowot.

Miután VI. Frigyes felesége, Mária Zsófia királyné itt halt meg 1852-ben, a kastély üresen maradt és állaga romlásnak indult. 1868-ban a hadügyminisztérium kapta meg, és a következő évben beköltöztették a hadapródiskolát.
Az épületet kétszer is felújították, először 1927 - 1932 között, aztán 1993-tól 1998-ig.

A megtervezés után döntöttek úgy, hogy egy kápolnát is berendeznek a palotában. Kívülről nincs is nyoma, a keleti szárny hat ablaka tartozik hozzá. Az 1710-ben felszentelt barokk kápolnát Wilhelm Friedrich von Platen és Ernst Brandenburger tervezte. A tisztképző akadémia beköltözésekor a kápolnát felszámolták, de az 1930-as években az eredeti berendezéssel visszaállították és istentiszteletet is tartanak benne.
A kastély és a kápolna látogatható.

## A park
A palota előtt terül el a frederiksbergi park, melyet még az első épülettel egyidőben, 1703-ban létesítettek. H.H. Scheel és J.C. Krieger építette a szimmetrikus sövénylabirintusokkal, szökőkutakkal és hársfasorokkal ékesített, jellegzetes barokk parkot. 1795 és 1804 között az akkori ízlés szerint átépítették, ebben a formájában látható ma is. Ekkor készült a kínai pavilon és az Ápisz-templom is.

## Fordítás
Ez a szócikk részben vagy egészben  a   Frederiksberg Palace című angol Wikipédia-szócikk ezen változatának fordításán alapul.  Az eredeti cikk szerkesztőit annak laptörténete sorolja fel. Ez a jelzés csupán a megfogalmazás eredetét és a szerzői jogokat jelzi, nem szolgál a cikkben szereplő információk forrásmegjelöléseként.